# انال نثرخ
انال نَثرَخ (به انگلیسی: Anaal Nathrakh) یک گروه اکستریم متال انگلیسی است که در ۱۹۹۸ در بیرمنگام تشکیل شد. موسیقی این گروه تلفیقی از بلک متال، گرایندکور، دث متال و اینداستریال متال است. نام گروه (به معنای «نفس مار بزرگ») برگرفته از نام یکی از افسون‌های مرلین در فیلم اکس‌کالیبور است.

## اعضای گروه
اعضای کنونی و هسته اولیه گروه:
- دیو هانت (V.I.T.R.I.O.L.) - خواننده از ۱۹۹۸-تا کنون
- مایک کنی (Irrumator) - نوازنده گیتار، بیس، درامز، ماشین درام از ۱۹۹۸-تا کنون

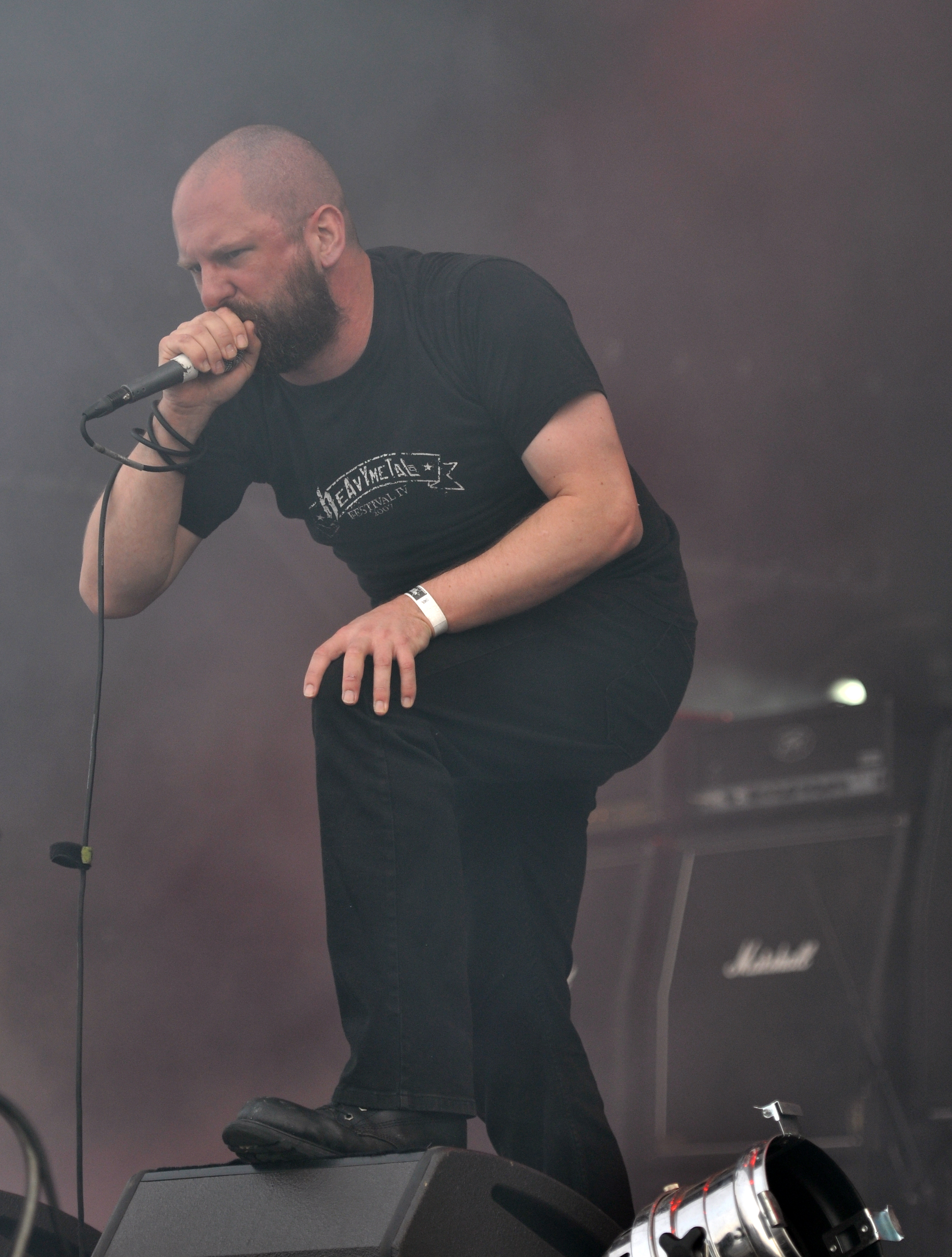
دیو هانت ۲۰۱۳

## آهنگ شناسی

### آلبوم‌های استودیویی
- (The Codex Necro (2001
- (Domine Non Es Dignus (2004
- (Eschaton (2006
- Hell Is Empty and All the Devils Are Here 2007)
- In the Constellation of the Black Widow (200
- (Passion (2011
- Vanitas (2012)
- Desideratum (2014)
- The Whole of the Law (2016
- A new kind of horror (2018
- When Fire Rains Down from the Sky, Mankind Will Reap as It Has Sown (2003)

### آلبوم گردآوری‌شده
- Total Fucking Necro (2002)